# Ljubo Tomažič
Ljubo Tomažič, slovenski policist in veteran vojne za Slovenijo, * 24. junij 1962.

## Odlikovanja in nagrade
Leta 2004 je prejel častni znak svobode Republike Slovenije z naslednjo utemeljitvijo: »za izjemne zasluge pri obrambi svobode in uveljavljanju suverenosti Republike Slovenije«.